# Ana Beatriz Barros
Ana Beatriz Barros (Itabira, 29 maggio 1982) è una supermodella brasiliana.

## Biografia
Nata a Itabira e cresciuta a Rio de Janeiro (Brasile) da una famiglia di origini tedesche, portoghesi, italiane e spagnole. È stata scoperta da un agente della Elite Model Management, quando aveva 13 anni, mentre era in una spiaggia di Rio con la sorella minore Patrícia (anche lei diventata successivamente una modella). Nel 1996 ha vinto il concorso Brazilian Elite Look of the Year e si è piazzata seconda all'International Elite Look of the Year. Dopodiché ha ricevuto un'offerta da Guess? che le ha portato molto successo.
Ha lavorato anche per Victoria's Secret, Chanel e per la linea di moda JLO di Jennifer Lopez. Ha sfilato anche per Valentino, Missoni, Gucci, Christian Dior, Versace, Dolce & Gabbana, Michael Kors e diverse altre prestigiose case di moda. Nel 2006 viene scelta come testimonial del brand Intimissimi. È comparsa sulle copertine delle riviste Vogue, Marie Claire, Allure, Capricho, Audi magazine, W, Elle e molte altre. Nel 2002 fa il suo debutto sulla rivista annuale Sports Illustrated Swimsuit Issue, per il quale viene confermata ininterrottamente fino al 2008. Sempre nel 2002 fa il suo debutto sulla passerella del Victoria's Secret Fashion Show, dove sfila anche nel 2003, 2005, 2006, 2008 e 2009.
Nel 2010 è stata scelta per essere una delle protagoniste del Calendario Pirelli. Nel 2013 viene fotografata per Calvin Klein che ha disegnato un'esclusiva t-shirt per la campagna di sensibilizzazione amfAR di San Paolo del Brasile, fondazione per la Ricerca sull'AIDS, oltre a lei, la campagna ha riunito un gruppo di illustri personaggi brasiliani, e viene scelta come testimonial de profumo di Azzaro accanto a Ian Somerhalder. Nel 2014 viene nuovamente scelta da Intimissimi come testimonial della collezione autunno/inverno 2014/2015, ambientata all'arena di Verona e realizzata da Russel James. Dal 2017 viene scelta come testimonial del marchio di gioielli Pandora.

## Vita privata
Dopo 18 mesi di fidanzamento con l'imprenditore egiziano Karim El Chiaty, convola a nozze l'8 luglio 2016, a Mykonos, in Grecia, alla presenza di 400 invitati. La modella ha indossato un abito firmato Valentino, e le modelle e amiche Isabeli Fontana e Alessandra Ambrosio hanno svolto il ruolo di damigelle d'onore. La coppia ha un figlio, Karim, nato il 3 dicembre 2017.

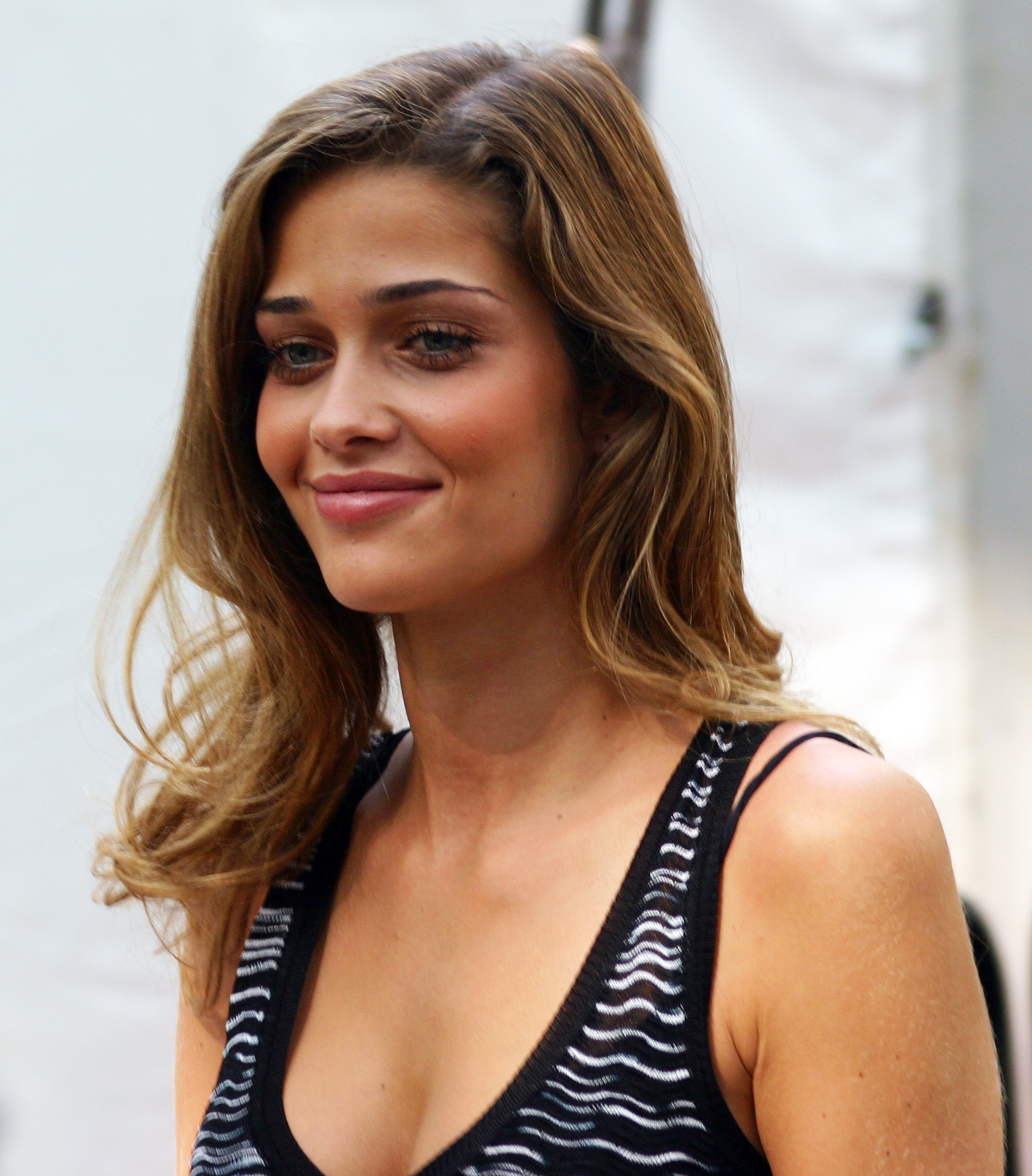
Ana Beatriz Barros nel 2007

## Agenzie
- Lumiere - San Paolo
- NEXT Model Management - New York, Londra
- Ford Models - Parigi
- Munich Models
- The Fashion Model Management
- My Model Management
- Elite Model Management

## Campagne pubblicitarie
- Accessorize P/E (2009)
- Armani Jeans (2002)
- Azzaro Fragrance (2013)
- Bebe (2008)
- Chanel Cosmetics (2001)
- Diesel (2006)
- DIMY Brazil A/I (2014)
- Fornarina A/I (2010)
- Guess? (2000)
- Iguatemi (2002)
- Intimissimi (2006-2007 e 2014-2015)
- Kiko Cosmetics (2016)
- Lilly Sarti A/I (2014)
- Naima P/E (2014)
- Pandora (2017)
- Pasionata (2009)
- Paul & Joe A/I (2009)
- Refresh Shoes A/I (2015)
- Replay P/E (2010) A/I (2010)
- Printemps A/I (2011)
- Victoria's Secret (2003;2006;2011)
- Vimeo (2004)